# Pentametro giambico
Il pentametro giambico è il verso classico della poesia inglese, come per esempio il blank verse di Henry Howard (Surrey), Christopher Marlowe, William Shakespeare, John Donne, John Milton, Edwin Atherstone, John Keats e Robert Browning.
La denominazione, mutuata dalla metrica classica, indica che è formato da cinque piedi giambici, vale a dire ciascuno composto da una sequenza sillaba breve - sillaba lunga. Nella metrica accentativa tale sequenza diviene, per analogia, tra sillaba atona e sillaba accentata.

## Forma
Nella sua forma base il verso si compone di dieci sillabe con accenti forti sulle sillabe pari: sSsSsSsSsS.
A sea of glorious architecture, thus;
A dream of more than world's magnificence;
Before me towers the mighty city of old,
Imperial Nineveh. At her throne kings bowed:
From her their own hereditary crowns
As boon received: their riches in her vaults,—
As rivers in the all—engulfing sea,—
Through ages long still poured out plenteously:
Their armies,—north, or south, toward east, or west,—
Her wars to wage, her pomp to magnify,
At her command sent forth,—her will their law!
(Edwin Atherstone, The Fall of Nineveh, Prelude, 22-32)
"Il pentametro giambico è come un formichiere, alto dietro e con le zampe corte davanti", come afferma Frederic Kimball, nel film-documentario Riccardo III - Un uomo, un re. Nella pratica della recitazione le sillabe iniziali del verso sono più alte e marcate, per poi sdrucciolare nel finale. 

## Pentametro giambico ed endecasillabo
L'endecasillabo italiano, come il blank verse, ha l'ultimo accento forte sulla decima sillaba e gli accenti principali quasi sempre sulle sedi pari; ma il pentametro giambico, come il decasillabo francese, finisce prevalentemente con una parola tronca, talvolta piana, assai raramente sdrucciola.